# Adriano Lemmi
Adriano Lemmi (Livorno, 30 aprile 1822 – Firenze, 23 maggio 1906) è stato un banchiere italiano.

## Biografia
Fu patriota e uomo politico italiano, molto amico di Giuseppe Mazzini che aveva conosciuto nel 1847 a Londra, dove Lemmi viveva in volontario esilio dedicandosi al commercio. Nel 1849 era a Roma per contribuire alla difesa della Repubblica romana. Per incarico di Mazzini tenne poi contatti con Luigi Kossuth, eroe della rivoluzione ungherese del 1848, che accompagnò a Londra e negli Stati Uniti d'America. Lemmi fu coinvolto nel fallito tentativo mazziniano del 6 febbraio 1853 e, per sottrarsi alle conseguenze, riparò in Svizzera, e successivamente a Costantinopoli. Rimase in contatto con Mazzini e nel 1857 finanziò la spedizione di Carlo Pisacane.
Nel 1860 insieme al banchiere e cognato Pietro Augusto Adami, anch'egli di Livorno, fondò la ditta Adami e Lemmi cui Garibaldi a Napoli accordò la concessione della rete ferroviaria nel Mezzogiorno ed anche del monopolio dei tabacchi. 
Le concessioni furono dopo molti contrasti confermate dal Regno d'Italia, Poco tempo dopo il governo sabaudo neocostituito, revocata la convenzione, trasferiva l'atto concessorio alla Società Vittorio Emanuele (a capitale prevalentemente francese); ma i successivi avvenimenti videro poi l'intrecciarsi di iniziative di banchieri francesi ed infine di una società creata dal conte Bastogi che aveva fondato la Società Italiana per le strade ferrate meridionali. Adami e Lemmi furono cassieri del mazziniano Partito d'Azione cui Garibaldi aveva aperto le porte del Sud.
Una Commissione Parlamentare d'inchiesta, promossa nel 1892 dai deputati Imbriani e da Achille Plebano, accusò Lemmi di aver concluso illegalmente un contratto a lui intestato, a danno dell'erario statale, poiché stipulato tre anni prima all'inizio di un ciclo ribassista dei prezzi alla Borsa di New York e a fronte di una cauzione ridotta dal 20 al 5%. Francesco Crispi rigettò l'inchiesta e vietò l'esposizione dei documenti, mentre gli atti parlamentari erano ormai stati divulgati dalla stampa cattolica e non. Lo scandalo dei tabacchi e il processo di Marsiglia lesero gravemente l'immagine pubblica e la credibilità morale del corpo massonico italiano, inducendo Lemmi ad attivarsi in un programma di discorsi e comizi in tutta Italia per recuperare il terreno perduto nelle masse.
Il figlio Silvano (1857-1901) affiancò il padre nei commerci e fu per breve tempo deputato.

## Il ruolo nella massoneria italiana
Lemmi, massone dal 1875, fu eletto alla massima carica di gran maestro del Grande Oriente d'Italia il 17 gennaio 1885 e fu sovrano gran commendatore del Rito scozzese antico ed accettato fino alla morte. Riuscì dove i suoi predecessori avevano fallito, ovvero riunificare, sotto il labaro del Grande Oriente d'Italia, tutte le obbedienze massoniche italiane che, per varie vicissitudini, erano rimaste sino ad allora autonome. Il gran maestro inoltre riassestò le finanze del G.O.I. Intuì l'importanza di avere a propria disposizione una loggia "coperta", nella quale far confluire i massoni più influenti della finanza e dell'editoria. La linea d'azione di Lemmi, molto attento alla conquista del potere, è stata più volte accostata alla "filosofia" che un secolo più tardi ha ispirato Licio Gelli.
Fortemente laicista e anticattolico, di Lemmi resta famosa la dichiarazione: "La scomparsa del potere temporale dei papi è il più memorabile avvenimento del mondo". La permanenza di Lemmi ai vertici della massoneria coincide con la guida del governo italiano di Francesco Crispi. Lemmi e Crispi furono legati da stretta amicizia e comunanza nelle scelte politiche domestiche ed internazionali. All'interno della massoneria, dopo il 1896, anno della caduta dell'amico Crispi, gli restò unicamente la carica di sovrano gran commendatore del Rito scozzese antico ed accettato, che conservò fino alla morte, avvenuta nel 1906.